# Lewin Kłodzki (gromada)
Lewin Kłodzki – dawna gromada, czyli najmniejsza jednostka podziału terytorialnego Polskiej Rzeczypospolitej Ludowej w latach 1954–1972.
Gromady, z gromadzkimi radami narodowymi (GRN) jako organami władzy najniższego stopnia na wsi, funkcjonowały od reformy reorganizującej administrację wiejską przeprowadzonej jesienią 1954 do momentu ich zniesienia z dniem 1 stycznia 1973, tym samym wypierając organizację gminną w latach 1954–1972.
Gromadę Lewin Kłodzki z siedzibą GRN w Lewinie Kł. utworzono – jako jedną z 8759 gromad na obszarze Polski – w powiecie kłodzkim w woj. wrocławskim, na mocy uchwały nr 17/54 WRN we Wrocławiu z dnia 2 października 1954. W skład jednostki weszły obszary dotychczasowych gromad Lewin Kł., Jawornica, Jerzykowice Małe, Kocioł, Krzyżanów, Taszów, Zimne Wody, Witów, Kulin, Leśna i Jarków ze zniesionej gminy Lewin Kł. w tymże powiecie. Dla gromady ustalono 27 członków gromadzkiej rady narodowej.
31 grudnia 1961 do gromady Lewin Kłodzki włączono wsie Dańczów, Darnków, Gołaczów, Jeleniów (oprócz jednej działki) i Jerzykowice Wielkie ze zniesionej gromady Jeleniów w tymże powiecie.
1 stycznia 1970 do gromady Lewin Kłodzki włączono obszary miejscowości Brzozowie, Bukowina Kłodzka, Jakubowice, Pstrążna, Słone i część obszaru miejscowości Czermna o łącznej powierzchni 2.118 ha z miasta Kudowa-Zdrój w tymże powiecie.
Gromada przetrwała do końca 1972 roku, czyli do kolejnej reformy gminnej. 1 stycznia 1973 w powiecie kłodzkim reaktywowano gminę Lewin Kłodzki (zniesiono ją ponownie 2 lipca 1976 i reaktywowano 2 kwietnia 1991).